# Sicyos guatemalensis
Sicyos guatemalensis är en gurkväxtart som beskrevs av Paul Carpenter Standley och Steyerm. Sicyos guatemalensis ingår i släktet hårgurkor, och familjen gurkväxter. Inga underarter finns listade i Catalogue of Life.